# Блок Наталии Витренко «Народная оппозиция»

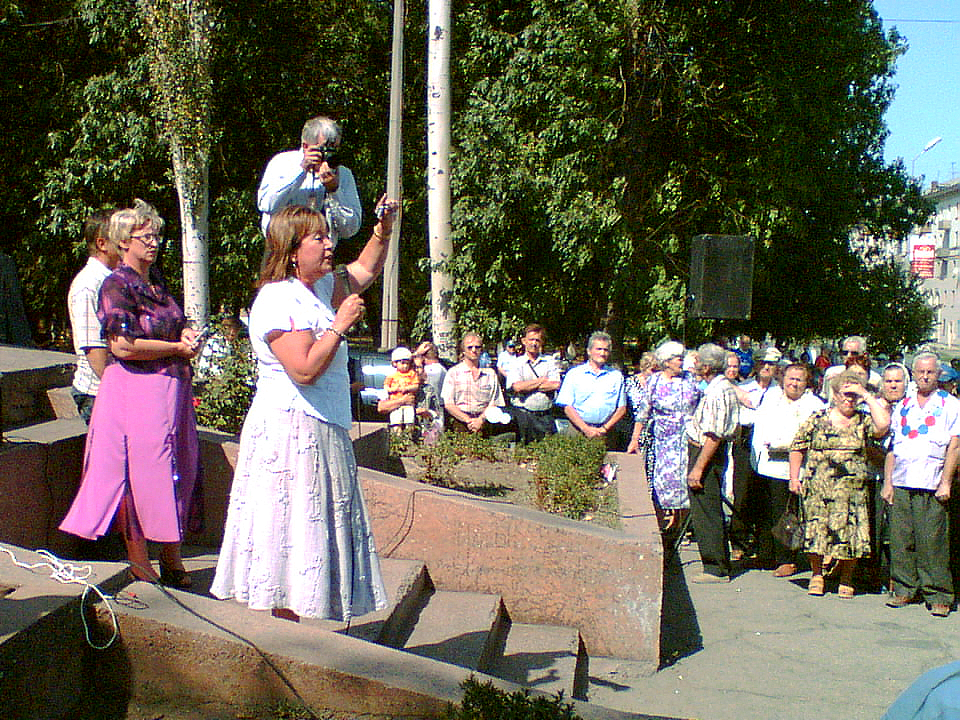
Лидер блока Наталья Витренко на встрече с жителями города Алчевска, сентябрь 2008

Блок Натальи Витренко «Наро́дная Оппози́ция» (укр. Блок Наталії Вітренко «Народна опозиція») — предвыборный блок Натальи Витренко на парламентских выборах 2006 года на Украине.
В блок входят Прогрессивная социалистическая партия Украины (ПСПУ) и партия «Русско-Украинский союз» (партия «Русь»).
Блок проиграл выборы в Верховную Раду Украины, набрав лишь 2,93 % голосов, при необходимых 3-х %.
Блок выступает за союз с Белоруссией и Россией, Единое Экономическое пространство. Блок состоит в оппозиции к политическим силам, которые олицетворяют президент Виктор Ющенко и Юлия Тимошенко, блок категорически против вступления Украины в НАТО и ЕС. Основной электорат блока — население юго-востока Украины.
Блок Наталии Витренко «Народная оппозиция» выступил с инициативой пикетирования учений НАТО Sea Breeze — 2007, которые проводятся в Крыму на территории Украины с 1997 года. Помимо этого Блок провел крестный ход в поддержку православия, уличные акции «против реабилитации ОУН-УПА» и пикетирование сети ресторанов «McDonald’s» с лозунгами «Россия нам друг — агрессор нам враг, мы за Украинский картофель и творог!».
Перед парламентскими выборами 2007 года, когда парламентское большинство отказалось признать указ Президента Украины Виктора Ющенко о роспуске парламента действительным, в Блоке «Народная Оппозиция» наметился раскол. Наталья Витренко и её партия ПСПУ начали подготовку к внеочередным выборам, таким образом признав указ Президента. Партия «Русско-Украинский союз», также входящая в состав блока, осудила указ Президента и выразила несогласие с действиями лидера.. Помимо этого «Русско-Украинский союз» расходится в мнениях с ПСПУ в вопросах референдума по статусу русского языка и проведения референдума по вступлению в НАТО (партия «Русско-украинский союз» (РУСЬ) выступает за проведение таких референдумов, Прогрессивная социалистическая партия Украины считает, что проведение таких референдумов без отмены референдума 1991 года и в нынешних условиях тотальной фальсификации итогов голосования невозможно) , а также в вопросах отношения к правительству Януковича.